# Hipogeu Bandrich
L'Hipogeu Bandrich és un sepulcre del municipi de Lloret de Mar (Selva) inclosa en l'Inventari del Patrimoni Arquitectònic de Catalunya. L'hipogeu està ubicat en el marge dret del passeig central del cementiri de Lloret de Mar i té com a matèria primera la pedra de Montjuïc i el negre de Bèlgica.

## Descripció
Es tracta d'una sepultura molt senzilla la qual s'allunya de l'opulència i riquesa compositiva que podem contemplar en monuments com ara el Panteó Casanovas i Terrats, el Panteó Costa i Macià, o bé en l'Hipogeu Conill i Aldrich. I és que l'arquitecte ha optat aquí a l'abstracció total prescindint així de tota elaboració temàtica, així com d'una representació escultòrica figurada. Els únics elements que trenquen amb aquesta simplicitat compositiva són els quatre pilons o pivots ubicats respectivament en les quatre cantonades de la base rectangular de la tomba, conformant així un marc físic. La sepultura presenta unes pèssimes condicions de conservació i manteniment com així ho acredita la làpida de "negre de Bèlgica" en la qual es pot llegir els noms dels que varen ser enterrats a la sepultura, els de "Miquel i Victorina Bandrich", i que està parcialment esquerdada i fragmentada.

## Història
La construcció de l'hipogeu Bandrich, i paral·lelament la de l'Hipogeu Mataró i Vilallonga, l'Hipogeu Conill i Aldrich, l'Hipogeu Durall i Carreras i l'Hipogeu Pujol i Conill també al cementiri de Lloret, s'han atribuït a l'arquitecte Bonaventura Conill i Montobbio, el qual va ser un arquitecte i dibuixant del segle XIX-XX, nascut a Barcelona en el 1876 i mort en la mateixa ciutat en el 1946. Amb el títol d'arquitecte expedit el 1898, va ser un visitant asidu del taller d'Antoni Gaudí. Si Puig i Cadafalch es reconeixia deixeble de Domènech i Montaner, al mestratge del qual caldria afegir el de Gallissà, Bonaventura Conill manifestà de forma oberta i incondicional l'admiració que sentia per Gaudí. El projecte està data del setembre de 1904 i l'autorització per la seva realització es va concedir el 15 de setembre 1904. La propietària era Victoriana Bandrich Boadas, vídua de Bandrich.
Obra de Bonaventura Conill seva va ser la moderna església Parroquial de Sant Romà de Lloret de Mar. En la seva joventut va combinar les tasques d'arquitecte amb les d'il·lustrador, col·laborant en el setmanari Cu-Cut de Barcelona. A part d'aquest hipogeu Bonaventura Conill i Montobbio també és el responsable de la factura de dos edificis importants de Lloret de Mar com són, per una banda l'Antic Escorxador actual casal de joves de Lloret, mentre que per l'altra l'Antic Can Gelats.